# مؤتمر نيويورك للسلام حول غزة 2025
كان من المقرر عقد مؤتمر دولي في نيويورك في الفترة من 17 إلى 20 يونيو/حزيران 2025، ولكن تم تأجيله بسبب المواجهة الإسرائيلية الإيرانية المستمرة. ويهدف المؤتمر إلى تطوير إطار دولي يحظى بدعم واسع النطاق يتناول نزع سلاح حماس، وإطلاق سراح الرهائن، وإصلاح السلطة الفلسطينية، والتخطيط لما بعد الصراع، بما في ذلك النظر في حل الدولتين. ومن المتوقع أن تعترف عدة دول غربية بدولة فلسطين خلال المؤتمر أو بعده.

## خلفية
وفي 24 مايو/أيار في باريس، استضاف وزير الخارجية جان نويل بارو نظراءه من المملكة العربية السعودية ومصر والأردن في جلسة عمل مخصصة للتحضير للمؤتمر. خلال زيارته إلى إندونيسيا، أكد الرئيس الفرنسي إيمانويل ماكرون أن الحل السياسي وحده هو القادر على استعادة السلام ودعم إعادة البناء على المدى الطويل.
في 3 يونيو/حزيران، أعلن وزير الخارجية الفرنسي جان نويل بارو أن فرنسا "تؤدي دورها في دعم عقد مؤتمر دولي برعاية الأمم المتحدة". وأضاف أن باريس تعمل على ضمان أن تُسفر القمة عن نتائج طموحة وملموسة.
واقترح الرئيس الفرنسي إيمانويل ماكرون أن يتم النظر في الاعتراف بالدولة الفلسطينية خلال المؤتمر. رفضت إسرائيل اقتراح ماكرون بشأن الاعتراف، مشيرة إلى أن الاعتراف والمؤتمر نفسه سيكونان بمثابة مكافأة لحماس. ورد وزير الخارجية بارو بتشجيع رئيس الوزراء نتنياهو على إعادة النظر في تصريحاته التي أدلى بها في عام 2009 والتي أيد فيها حل الدولتين.
في 10 يونيو/حزيران 2025، أرسل الرئيس الفلسطيني محمود عباس رسالة إلى ماكرون أدان فيها تصرفات حماس في 7 أكتوبر/تشرين الأول. كما أيد نزع سلاح حماس وصرح بأن الحركة لا ينبغي أن تلعب أي دور في حكم قطاع غزة. كما تعهد بإصلاح السلطة الفلسطينية وإجراء انتخابات خلال عام، ودعا قوات عربية ودولية إلى الانتشار في غزة لتحقيق الاستقرار في الوضع الأمني، ودعم اتفاق السلام مع إسرائيل الذي يؤدي إلى إنشاء دولة فلسطينية منزوعة السلاح. وفي 11 يونيو/حزيران، أفادت التقارير أن الإدارة الأميركية أصدرت برقية دبلوماسية تحث فيها الدول بقوة على عدم المشاركة في مؤتمر حل الدولتين. وأكدت الرسالة أن الولايات المتحدة تعارض أي اعتراف أحادي الجانب بدولة فلسطينية. وأضافت أن الدول التي تتخذ إجراءات تعتبر معادية لحكومة رئيس الوزراء نتنياهو سوف ينظر إليها على أنها تعمل ضد المصالح الأميركية وقد تواجه عواقب دبلوماسية.

## الاعتراف المخطط بفلسطين
وقيل إن الهدف من المؤتمر هو تحقيق مزيد من الاعتراف بالدولة الفلسطينية. إن فلسطين تحظى حالياً باعتراف ثلاثة أرباع الدول الأعضاء في الأمم المتحدة. وأكد رئيس الوزراء المالطي روبرت أبيلا في مايو 2025 أن مالطا ستعترف بفلسطين بعد المؤتمر. وأفاد مراسل الإذاعة الوطنية العامة دانييل إسترين أن من المتوقع أن تعلن بلجيكا ولوكسمبورج وكرواتيا واليونان اعترافها خلال المؤتمر. وفقًا لمجلة بوليتيكو، فقد مارست فرنسا ضغوطًا على حلفائها مثل هولندا والمملكة المتحدة للاعتراف بفلسطين أيضًا.
في حين اقترحت فرنسا أنها قد تعترف بفلسطين أثناء المؤتمر، أفاد إسترين أن من المتوقع أن تتوقف فرنسا عن ذلك حتى نهاية حرب غزة، إلى جانب كندا واليابان والمملكة المتحدة.

## معارضة حكومة الولايات المتحدة
دعت إدارة ترامب الدول إلى عدم حضور المؤتمر، وحذرت من العواقب الدبلوماسية المحتملة في حال اتخاذ أي تدابير تعتبر معادية لإسرائيل.